# Женіфер Віджажа
Женіфер Віджажа (порт. Jenifer Widjaja; нар. 7 грудня 1986) — колишня бразильська тенісистка.
Найвищу одиночну позицію світового рейтингу — 186 місце досягла 8 жовтня 2007, парну — 179 місце — 6 листопада 2006 року.
Здобула 5 одиночних та 2 парні титули туру ITF.

## Фінали ITF
| турніри $25,000 |
| турніри $10,000 |

### Одиночний розряд (5–5)
| Результат | Ранг | Дата              | Турнір                           | Покриття | Суперниця            | Рахунок          |
| --------- | ---- | ----------------- | -------------------------------- | -------- | -------------------- | ---------------- |
| Поразка   | 1.   | 24 серпня 2003    | Ла-Пас, Болівія                  | Ґрунт    | Летісія Собрал       | 2–6, 3–6         |
| Поразка   | 2.   | 8 вересня 2003    | Сантьяго, Чилі                   | Ґрунт    | Марія Хосе Архері    | 5–7, 1–6         |
| Поразка   | 3.   | 27 жовтня 2003    | Сьюдад Обрегон, Мексика          | Ґрунт    | Кільдін Шевальє      | 0–6, 2–6         |
| Перемога  | 1.   | 22 серпня 2004    | Гуаякіль, Еквадор                | Тверде   | Соледад Есперон      | 6–3, 6–2         |
| Перемога  | 2.   | 29 серпня 2004    | Ла-Пас, Болівія                  | Ґрунт    | Андреа Коч Бенвенуто | 3–6, 6–4, 6–0    |
| Перемога  | 3.   | 5 вересня 2004    | Асунсьйон, Парагвай              | Ґрунт    | Ларісса Карвальйо    | 5–7, 7–6(3), 6–3 |
| Перемога  | 4.   | 20 березня 2005   | Морелія, Мексика                 | Тверде   | Фредеріка Пієдаде    | 1–6, 6–4, 7–5    |
| Поразка   | 4.   | 4 вересня 2005    | Санта-Крус-де-ла-Сьєрра, Болівія | Ґрунт    | Наталія Гарбельйотто | 7–6(1), 3–6, 3–6 |
| Поразка   | 5.   | 15 листопада 2005 | Пуебла, Мексика                  | Ґрунт    | Роміна Опранді       | 1–6, 1–6         |
| Перемога  | 5.   | 3 жовтня 2006     | Сан-Луїс-Потосі, Мексика         | Тверде   | Ларісса Карвальйо    | 6–2, 7–5         |

### Парний розряд (2–6)
| Результат | Ранг | Дата              | Турнір                          | Покриття | Партнерка         | Суперниці                               | Рахунок       |
| --------- | ---- | ----------------- | ------------------------------- | -------- | ----------------- | --------------------------------------- | ------------- |
| Поразка   | 1.   | 11 жовтня 2004    | Мехіко, Мексика                 | Тверде   | Ларісса Карвальйо | Кільдін Шевальє Ольга Виметалкова       | 3–6, 2–6      |
| Поразка   | 2.   | 24 жовтня 2004    | Флоріанополіс, Бразилія         | Ґрунт    | Ларісса Карвальйо | Летісія Собрал Марія Хосе Архері        | 6–2, 4–6, 5–7 |
| Перемога  | 1.   | 13 листопада 2005 | Мехіко, Мексика                 | Ґрунт    | Карла Тіене       | Франческа Любіані Валентіна Сассі       | 7–6(5), 6–3   |
| Поразка   | 3.   | 22 листопада 2005 | Сан-Луїс-Потосі (штат), Мексика | Тверде   | Ольга Брозда      | Франческа Любіані Валентіна Сассі       | 3–6, 6–4, 5–7 |
| Поразка   | 4.   | 4 квітня 2006     | Коацакоалькос, Мексика          | Тверде   | Карла Тіене       | Марія Хосе Архері Летісія Собрал        | 4–6, 5–7      |
| Поразка   | 5.   | 11 червня 2006    | Мостолес, Іспанія               | Тверде   | Карла Тіене       | Жоана Кортез Марія Хосе Мартінес Санчес | 3–6, 2–6      |
| Поразка   | 6.   | 16 липня 2006     | Кампус-ду-Жордау, Бразилія      | Тверде   | Карла Тіене       | Марія Хосе Архері Летісія Собрал        | 3–6, 3–6      |
| Перемога  | 2.   | 21 жовтня 2006    | Сьюдад-Вікторія, Мексика        | Тверде   | Карла Тіене       | Хорхеліна Краверо Фредеріка Пієдаде     | 5–7, 6–4, 6–4 |